# متحف أبو ردحة
متحف أبو ردحة، أحد متاحف المنطقة الشرقية في مدينة الدمام، أسسه أحمد عبد الله سعد أبو ردحه، يقع المتحف على شارع الملك فيصل في حي الخالدية بالدمام وهو مبنى مسلح عبارة عن دورين كل دور يتكون من صالة كبيرة تم تقسيمها إلى قاعات، وقد تم عرض مقتنيات ذلك المتحف داخل تلك القاعات وفي الممرات التي بينها وذلك بأسلوب عرض منسق إلا أن كثرة المقتنيات الأثرية والتراثية في ذلك المتحف أثرت بتزاحمها على أسلوب العرض.
وقد تم العرض من خلال التعليق على الحائط أو من خلال فاترينات ألمنيوم وستاندات خشبية أو من خلال عرضها على أرفف، ومن محتويات المتحف نجد الملابس الرجالية والنسائية وكذلك أواني الطهي والطعام والشراب وكذلك أواني القهوة وأدوات الإضاءة والمباخر ومجموعة من أدوات الحرب والأسلحة من بنادق وسيوف وخناجر ورماح وأدوات الزراعة والري وبعض الأدوات المدرسية والكتب والمخطوطات إضافة إلى بعض العملات.